# Pablo Galimberti
Pablo Galimberti (Montevideo, 8. svibnja 1941.) urugvajski je katolički biskup i bogoslov (teolog) talijanskog podrijetla.

## Životopis
Rođen je u Montevideu 8. svibnja 1941., u vihoru Drugog svjetskog rata, kao treće od šestero djece roditelja talijanskih useljenika. Nakon osnovne i srednjoškolske naobrazbe, odlazi u sjemenište i pohađa nastavu na Bogoslovnom zavodu u Montevideu. Studirao je na Papinskom sveučilištu Gregoriana između 1965. i 1969. godine, kada je obranio doktorat i postao doktor znanosti dogmatske bogoslovije. Nekoliko mjeseci je služio kao đakon u američkoj saveznoj državi Missouri. Nakon povratka u Urugvaj zaređen je za svećenika 29. svibnja 1971.
Prije učiteljskog zvanja bio je kapelan u nekoliko župa Nadbiskupije Montevideo. Potom je predavao na Bogoslovnom zavodu dogmatsku bogosloviju te je 1977. imenovan prorektorom Zavoda. Vodio je i duhovne vježbe za svećenike i redovnike. Novčano je pomagao isusovce u misijama.
Dana 12. prosinca 1983. imenovan je biskupom biskupije San José de Mayo. Za svoje geslo je uzeo Moja snaga u slabosti (lat. Mea virtus in infirmitate). Za biskupovanja je poticao otvaranje katoličke radijske stanice i osnivanje katoličke televizijske postaje. Bio je vrlo aktivan u uređivanju i pisanju katoličkih tiskovina. Poznat je i kao borac za ljudska prava, što je potvrdio kada je teškim zločincima iz raznih urugvajskih zatvora pružio sakrament ispovijedi i održao svetu misu samo za njih.
Od 1998. do 2000. je bio potpredsjednik Biskupske konferencije Urugvaja, zatim između 2001. i 2003. tajnik. a od 2004. do 2006. i predsjednik Konferencije. Bio je predsjednik i kršćansko-židovske zajednice u Urugvaju. Zalagao se za jedinstvo svih kršćana.
Dana 16. svibnja 2006. godine imenovan je biskupom biskupije Salto, nakon što je prijašnji biskup Daniel Gil Zorrilla umirovljen zbog starosti.